# Trofeo Serra de Tramuntana 2019
La 28.ª edición de la clásica ciclista Trofeo Serra de Tramuntana fue una carrera en España que se celebró el 2 de febrero de 2019 sobre un recorrido de 140,1 km en la isla baleares de Mallorca. La carrera formó parte del tercer trofeo de la Challenge Ciclista a Mallorca 2019.
La carrera formó parte del UCI Europe Tour 2019, dentro de la categoría UCI 1.1. El vencedor fue el belga Tim Wellens del Lotto Soudal seguido del alemán Emanuel Buchmann del Bora-Hansgrohe y el español Alejandro Valverde del Movistar.

## Equipos participantes
Tomaron parte en la carrera 24 equipos: 6 de categoría UCI WorldTeam; 10 de categoría Profesional Continental; 7 de categoría Continental y la selección nacional de España. Formando así un pelotón de 164 ciclistas de los que acabaron 72. Los equipos participantes fueron:
| WorldTeams (6)- Movistar Team - Lotto Soudal - Bora-hansgrohe - Katusha-Alpecin - Trek-Segafredo - UAE Team Emirates Equipos continentales profesionales (10)- Caja Rural-Seguros RGA - Cofidis, Solutions Crédits - Euskadi Basque Country-Murias - Sport Vlaanderen-Baloise - Direct Énergie - Arkéa-Samsic - Israel Cycling Academy - Wanty-Groupe Gobert - Roompot-Charles - Rally UHC Cycling |
| |

## Clasificación final
- Las clasificaciones finalizaron de la siguiente forma:[3]

| \| Clasificación general \| Clasificación general \| Clasificación general \| Clasificación general \| Clasificación general \| \| Ciclista \| Ciclista \| Equipo \| Tiempo \| \| \| --------------------- \| ----------------------- \| --------------------- \| --------------------- \| --------------------- \| \| 1.º \| Tim Wellens \| Lotto-Soudal \| 4 h 50 min 40 s \| \| \| 2.º \| Emanuel Buchmann \| Bora-Hansgrohe \| + 14 s \| \| \| 3.º \| Alejandro Valverde \| Movistar Team \| + 1 min 02 s \| \| \| 4.º \| Sergio Higuita \| Fundación Euskadi \| + 1 min 19 s \| \| \| 5.º \| Simon Špilak \| Katusha-Alpecin \| + 1 min 33 s \| \| \| 6.º \| Nélson Filippe Oliveira \| Movistar Team \| + 1 min 46 s \| \| \| 7.º \| Guillaume Martin \| Wanty-Gobert \| + 1 min 46 s \| \| \| 8.º \| Pieter Weening \| Roompot-Charles \| + 1 min 46 s \| \| \| 9.º \| José Joaquín Rojas \| Movistar Team \| + 1 min 49 s \| \| \| 10.º \| Giulio Ciccone \| Trek-Segafredo \| + 1 min 49 s \| \| |                         |                   |                 |
| |                         |                   |                 |
| Fuente: ProCyclingStats |                         |                   |                 |
| Clasificación general |                         |                   |                 |
| Ciclista | Ciclista                | Equipo            | Tiempo          |
| 1.º | Tim Wellens             | Lotto-Soudal      | 4 h 50 min 40 s |
| 2.º | Emanuel Buchmann        | Bora-Hansgrohe    | + 14 s          |
| 3.º | Alejandro Valverde      | Movistar Team     | + 1 min 02 s    |
| 4.º | Sergio Higuita          | Fundación Euskadi | + 1 min 19 s    |
| 5.º | Simon Špilak            | Katusha-Alpecin   | + 1 min 33 s    |
| 6.º | Nélson Filippe Oliveira | Movistar Team     | + 1 min 46 s    |
| 7.º | Guillaume Martin        | Wanty-Gobert      | + 1 min 46 s    |
| 8.º | Pieter Weening          | Roompot-Charles   | + 1 min 46 s    |
| 9.º | José Joaquín Rojas      | Movistar Team     | + 1 min 49 s    |
| 10.º | Giulio Ciccone          | Trek-Segafredo    | + 1 min 49 s    |

## UCI World Ranking
El Trofeo Serra de Tramuntana otorgó puntos para el UCI World Ranking para corredores de los equipos en las categorías UCI WorldTeam, Profesional Continental y Equipos Continentales. Las siguientes tablas son el baremo de puntuación y los corredores que obtuvieron puntos:
| Posición   | 1.º | 2.º | 3.º | 4.º | 5.º | 6.º | 7.º | 8.º | 9.º | 10.º | 11.º | 12.º | 13.º-15.º | 16.º-25.º |
| Puntuación | 125 | 85  | 70  | 60  | 50  | 40  | 35  | 30  | 25  | 20   | 15   | 10   | 5         | 3         |

| Clasificación |                    |                   |        |
| Posición      | Ciclista           | Equipo            | Puntos |
| ------------- | ------------------ | ----------------- | ------ |
| 1.º           | Tim Wellens        | Lotto Soudal      | 125    |
| 2.º           | Emanuel Buchmann   | Bora-Hansgrohe    | 85     |
| 3.º           | Alejandro Valverde | Movistar          | 70     |
| 4.º           | Sergio Higuita     | Fundación Euskadi | 60     |
| 5.º           | Simon Špilak       | Katusha-Alpecin   | 50     |
| 6.º           | Nélson Oliveira    | Movistar          | 40     |
| 7.º           | Guillaume Martin   | Wanty-Gobert      | 35     |
| 8.º           | Pieter Weening     | Roompot-Charles   | 30     |
| 9.º           | José Joaquín Rojas | Movistar          | 25     |
| 10.º          | Giulio Ciccone     | Trek-Segafredo    | 20     |